# Okrugli Vrh
Okrugli Vrh – wieś w Chorwacji, w żupanii medzimurskiej, w gminie Sveti Juraj na Bregu. W 2011 roku liczyła 374 mieszkańców.